# Nu Leonis
Nu Leonis (27 Leonis) é uma estrela na direção da constelação de Leo. Possui uma ascensão reta de 09h 58m 13.39s e uma declinação de +12° 26′ 41.4″. Sua magnitude aparente é igual a 5.26. Considerando sua distância de 529 anos-luz em relação à Terra, sua magnitude absoluta é igual a −0.79. Pertence à classe espectral B9IV.